# عبیدالله چاچی
خواجه ناصرالدین عبیدالله چاچی یا خواجه احرار (رمضان ۸۰۶–۸۹۵ / مارس ۱۴۰۴–۱۴۹۰)، از عارفان پرآوازهٔ طریقهٔ نقشبندیه در فرارود بود. اگرچه او در تصوف نظریهٔ تازه‌ای ارائه نکرده و بیشتر متأثر از اندیشه‌های ابن عربی بوده‌است، ولی رخنه اجتماعی و سیاسی او، پیشرفت و رواج طریقهٔ نقشبندیه در آسیای میانه و جاهای دیگر را به دنبال داشت.

## خانوده
پدر خواجه، کشاورز بود و زیارت مکه را نیز انجام داده‌بود. پدربزرگ پدری او شهاب‌الدین چاچی نیز کشاورز و بازرگان بود. پدربزرگ مادری او خواجه داود (فرزند خواجه خاوند طهور از عارفان صوفی معتبر و فرزند عمر باغستانی) شیخی پرآوازه بود که بهاءالدین محمد نقشبند او را بزرگ داشت. زادروز او در ماه رمضان سال ۸۰۶ هجری قمری (مارس ۱۴۰۴) در روستایی نزدیک تاشکند به نام باغستان بوده‌است. زاده شدن او با معجزات بسیاری همراه بود و بسیاری از اولیای الهی ظهور قدیس را پیشبینی کرده‌بودند. او دو پسر به نام‌های خواجه خواجگان و خواجه یحیی داشت.

## آموزش
احرار در آغاز در تاشکند آموزش می‌دید، عمویش ابراهیم چاچی نیز به او آموزش می‌داد. در سال ۱۴۲۵ عمویش او را برای آموزش دیدن به سمرقند برد. بیمار شدن پی‌درپی در هنگام دانش‌آموزی، ترک تحصیل او را در پی داشت، ولی حالات روحی او پیشرفت کرد تا اینکه یک بار عیسی مسیح را در خواب دید که در آنجا گفت: «من به تو آموزش خواهم داد.» او این را به این معنا تعبیر کرد که دانش دینی دریافت خواهد کرد، اما دیگران چیز دیگری می‌پنداشتند و می‌گفتند که به معنای دانش پزشکی است.